# Tigeaux
Tigeaux est une commune française située dans le département de Seine-et-Marne en région Île-de-France.

## Géographie

### Localisation

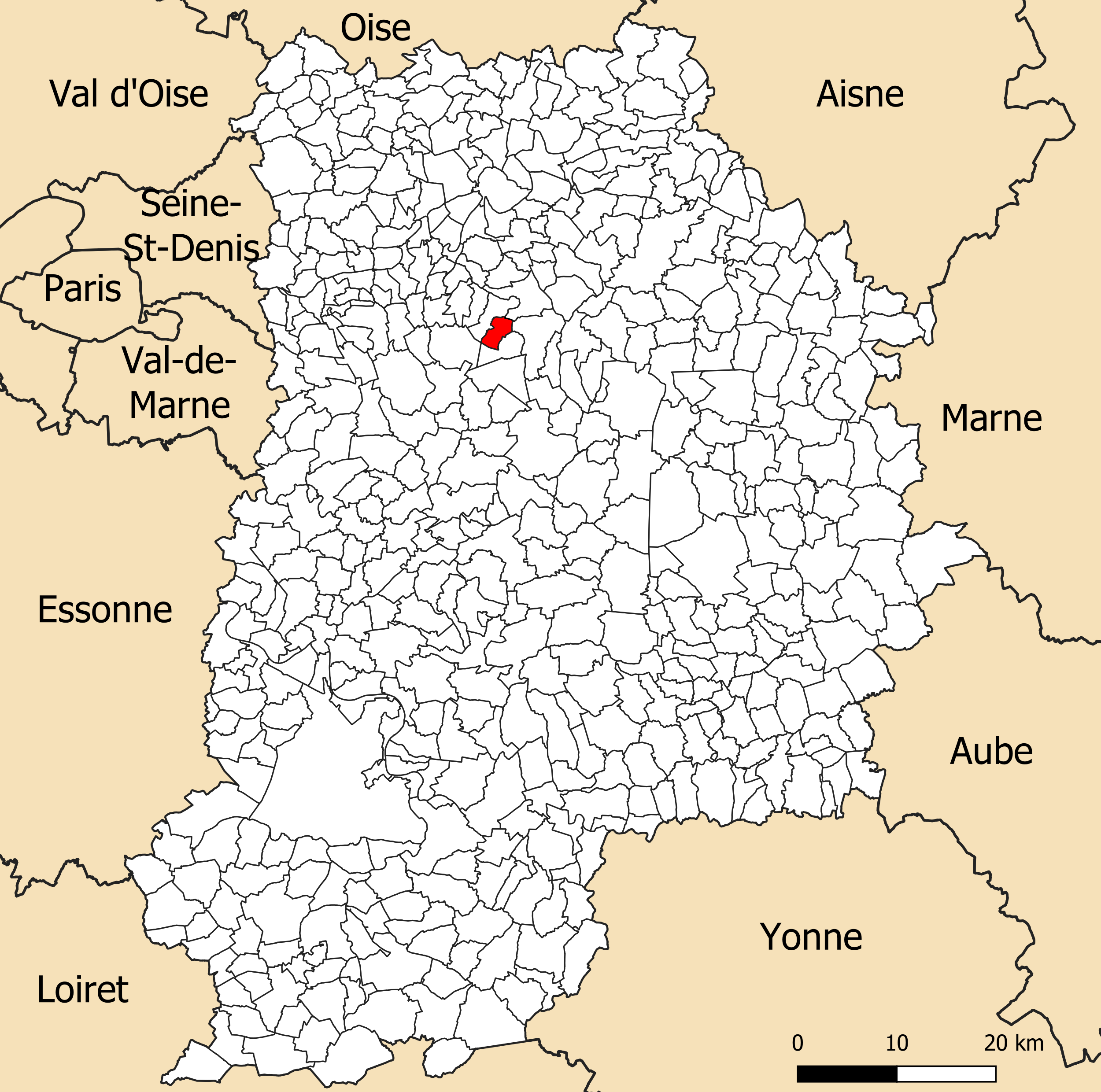
Localisation de la commune de Tigeaux dans le département de Seine-et-Marne.

La commune est située à environ  4 kilomètres au sud de Crécy-la-Chapelle.

### Communes limitrophes
Les communes limitrophes sont : Dammartin-sur-Tigeaux, Guérard, Crécy-la-Chapelle, Voulangis et Villeneuve-le-Comte.

### Géologie et relief
L'altitude de la commune varie de 50 mètres à 130 mètres pour le point le plus haut, le centre du bourg se situant à environ 68 mètres d'altitude (mairie). Elle est classée en zone de sismicité 1, correspondant à une sismicité très faible.

### Hydrographie

#### Réseau hydrographique

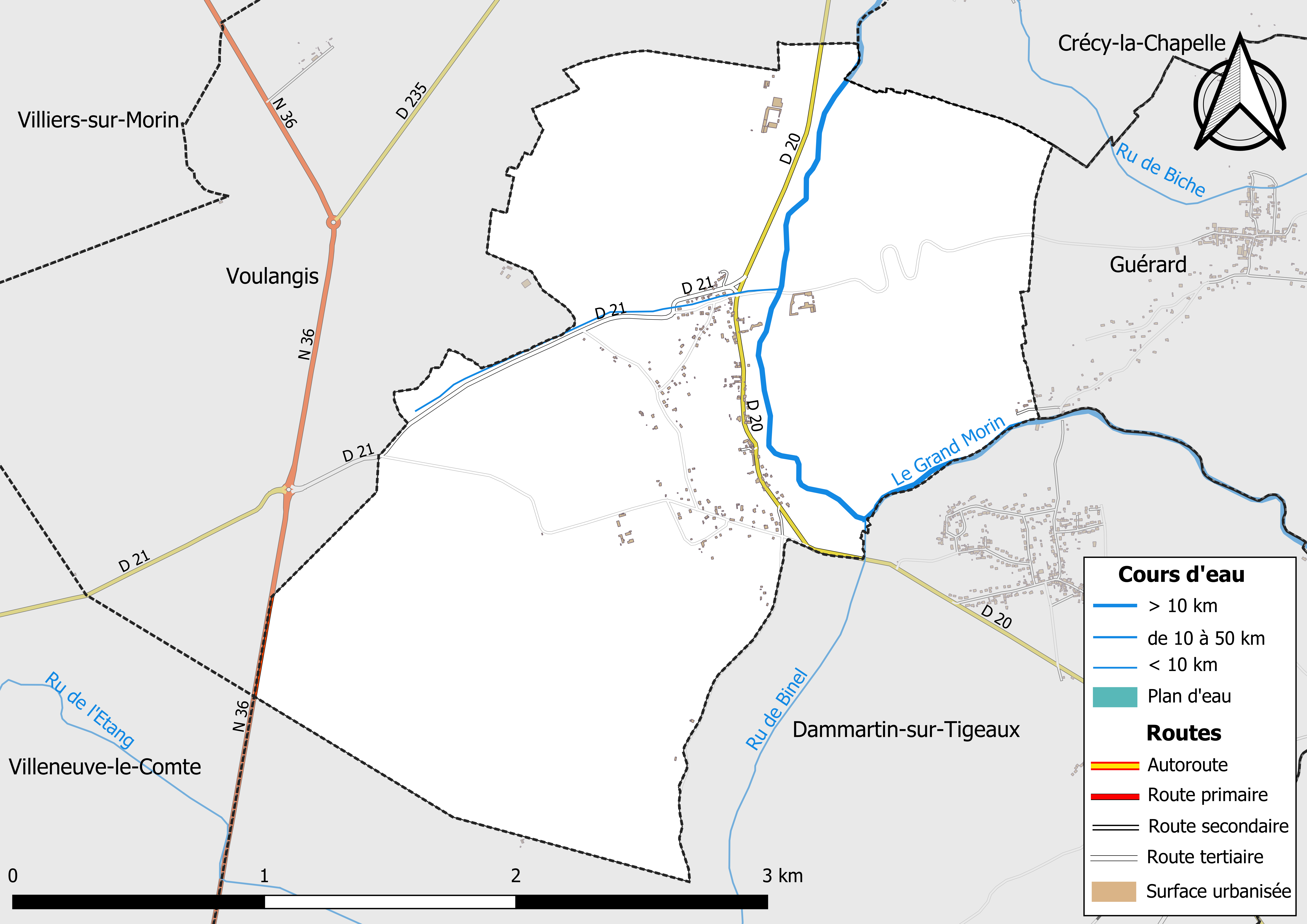
Carte des réseaux hydrographique et routier de Tigeaux.

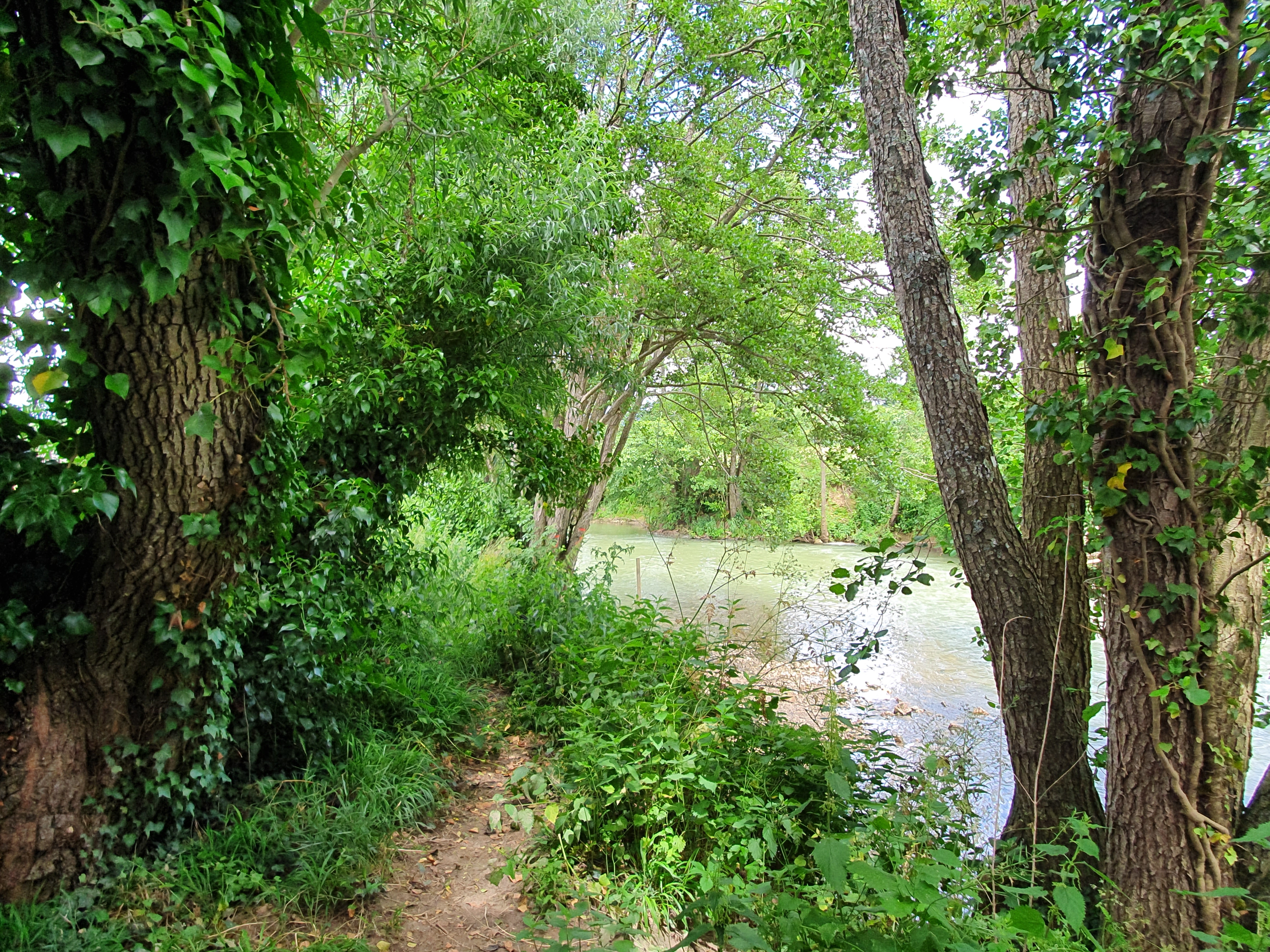
Le Grand Morin, à hauteur du pont de Rezy

Le réseau hydrographique de la commune se compose de trois cours d'eau référencés :
- la rivière le Grand Morin, longue de 118,16 km[3], affluent en rive gauche de la Marne ;
  - le ru de Binel, 2,97 km[4], affluent du  Grand Morin ;
  - le ru du Cul d'eau, 1,56 km[5], au point de confluence rive gauche : km 103.

La longueur totale des cours d'eau sur la commune est de 3,96 km.

#### Gestion des cours d'eau
Afin d’atteindre le bon état des eaux imposé par la Directive-cadre sur l'eau du 23 octobre 2000, plusieurs outils de gestion intégrée s’articulent à différentes échelles : le SDAGE, à l’échelle du bassin hydrographique, et le SAGE, à l’échelle locale. Ce dernier fixe les objectifs généraux d’utilisation, de mise en valeur et de protection quantitative et qualitative des ressources en eau superficielle et souterraine. Le département de Seine-et-Marne est couvert par six SAGE, au sein du bassin Seine-Normandie.
La commune fait partie du SAGE « Petit et Grand Morin », approuvé le 21 octobre 2016. Le territoire de ce SAGE comprend les bassins du Petit Morin (630 km2) et du Grand Morin (1 185 km2). Le pilotage et l’animation du SAGE sont assurés par le syndicat mixte d'aménagement et de gestion des Eaux (SMAGE) des 2 Morin, qualifié de « structure porteuse ».

### Climat
Pour des articles plus généraux, voir Climat de l'Île-de-France et Climat de Seine-et-Marne.
En 2010, le climat de la commune est de type climat océanique dégradé des plaines du Centre et du Nord, selon une étude du CNRS s'appuyant sur une série de données couvrant la période 1971-2000. En 2020, Météo-France publie une typologie des climats de la France métropolitaine dans laquelle la commune est exposée à un climat océanique altéré et est dans la région climatique Nord-est du bassin Parisien, caractérisée par un ensoleillement médiocre, une pluviométrie moyenne régulièrement répartie au cours de l’année et un hiver froid (3 °C).
Pour la période 1971-2000, la température annuelle moyenne est de 11,1 °C, avec une amplitude thermique annuelle de 15,2 °C. Le cumul annuel moyen de précipitations est de 725 mm, avec 11,2 jours de précipitations en janvier et 7,9 jours en juillet. Pour la période 1991-2020, la température moyenne annuelle observée sur la station météorologique la plus proche, située sur la commune de Mouroux à 10 km à vol d'oiseau, est de 11,3 °C et le cumul annuel moyen de précipitations est de 721,3 mm,. Pour l'avenir, les paramètres climatiques de la commune estimés pour 2050 selon différents scénarios d'émission de gaz à effet de serre sont consultables sur un site dédié publié par Météo-France en novembre 2022.

### Milieux naturels et biodiversité

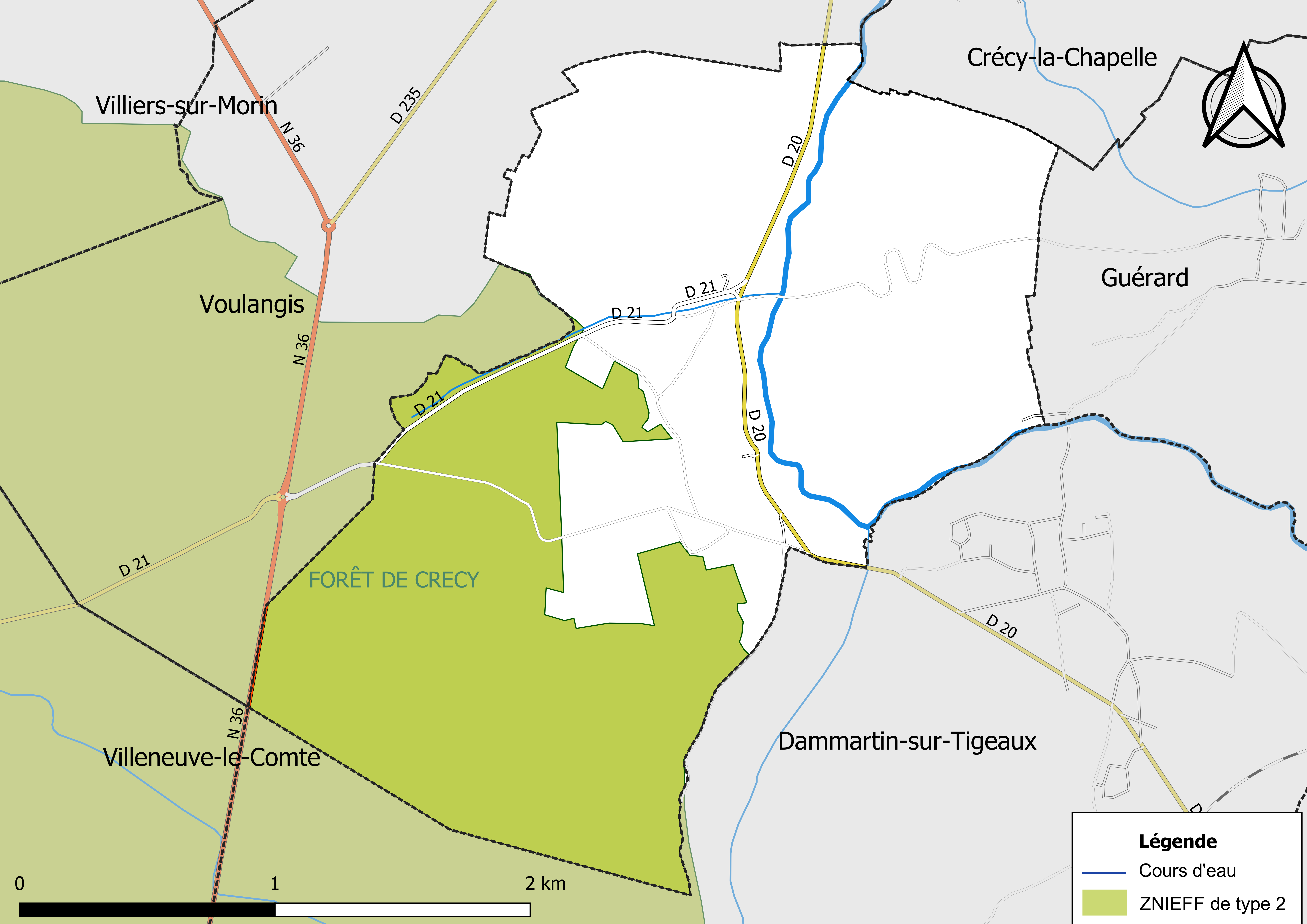
Carte des ZNIEFF de type 2 localisées sur la commune.

L’inventaire des zones naturelles d'intérêt écologique, faunistique et floristique (ZNIEFF) a pour objectif de réaliser une couverture des zones les plus intéressantes sur le plan écologique, essentiellement dans la perspective d’améliorer la connaissance du patrimoine naturel national et de fournir aux différents décideurs un outil d’aide à la prise en compte de l’environnement dans l’aménagement du territoire.
Le territoire communal de Tigeaux comprend une ZNIEFF de type 2,,, 
la « Forêt de Crécy » (6 897,74 ha), couvrant 17 communes du département.

## Urbanisme

### Typologie
Au 1er janvier 2024, Tigeaux est catégorisée commune rurale à habitat dispersé, selon la nouvelle grille communale de densité à sept niveaux définie par l'Insee en 2022.
Elle est située hors unité urbaine. Par ailleurs la commune fait partie de l'aire d'attraction de Paris, dont elle est une commune de la couronne,. Cette aire regroupe 1 929 communes,.

### Occupation des sols
L'occupation des sols de la commune, telle qu'elle ressort de la base de données européenne d’occupation biophysique des sols Corine Land Cover (CLC), est marquée par l'importance des forêts et milieux semi-naturels (53,1 % en 2018), une proportion identique à celle de 1990 (53,1 %). La répartition détaillée en 2018 est la suivante : 
forêts (53,1% ), terres arables (42,5% ), zones urbanisées (4,4 %).
Parallèlement, L'Institut Paris Région, agence d'urbanisme de la région Île-de-France, a mis en place un inventaire numérique de l'occupation du sol de l'Île-de-France, dénommé le MOS (Mode d'occupation du sol), actualisé régulièrement depuis sa première édition en 1982. Réalisé à partir de photos aériennes, le Mos distingue les espaces naturels, agricoles et forestiers mais aussi les espaces urbains (habitat, infrastructures, équipements, activités économiques, etc.) selon une classification pouvant aller jusqu'à 81 postes, différente de celle de Corine Land Cover,,. L'Institut met également à disposition des outils permettant de visualiser par photo aérienne l'évolution de l'occupation des sols de la commune entre 1949 et 2018.

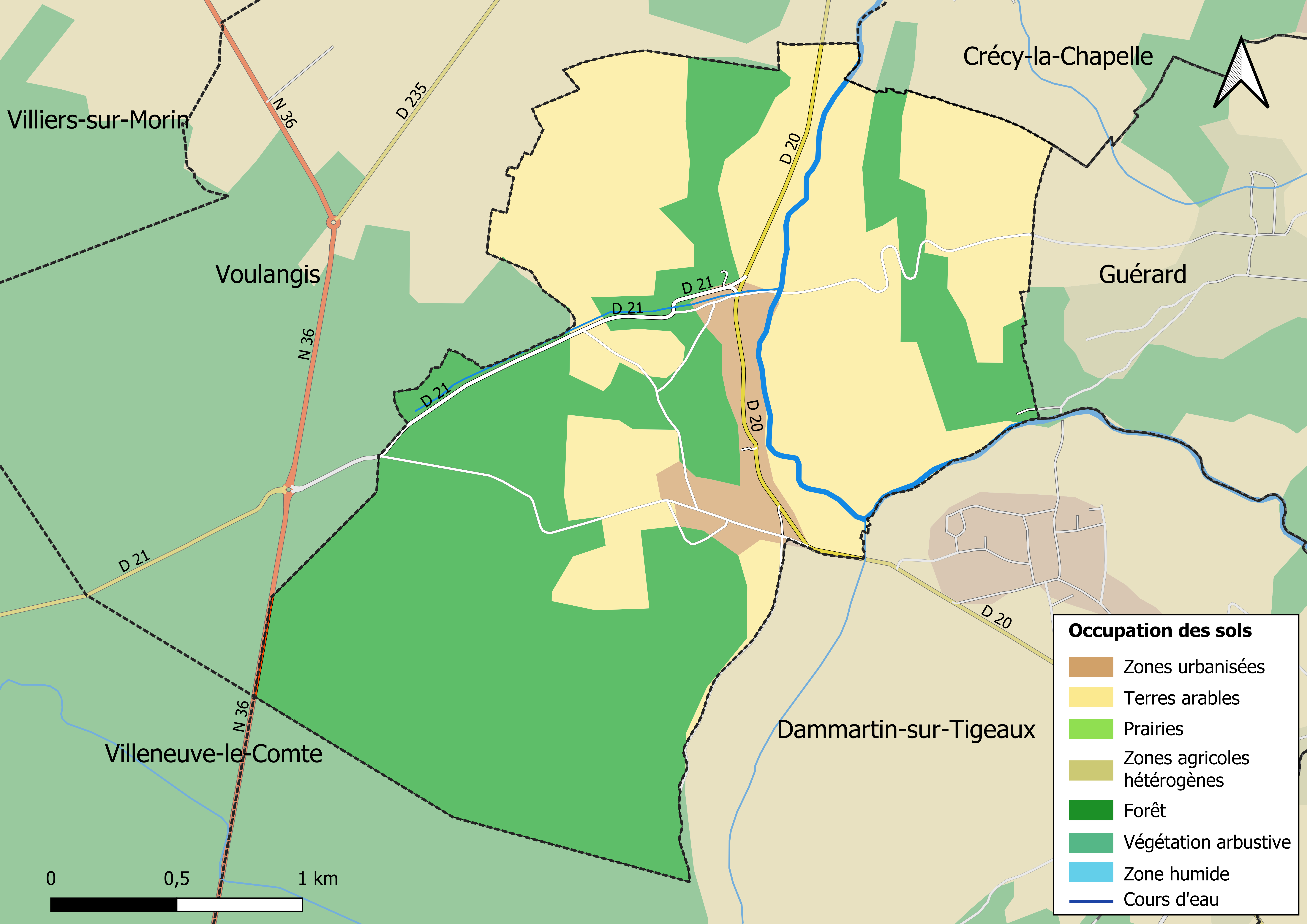
Carte des infrastructures et de l'occupation des sols en 2018 (CLC) de la commune.
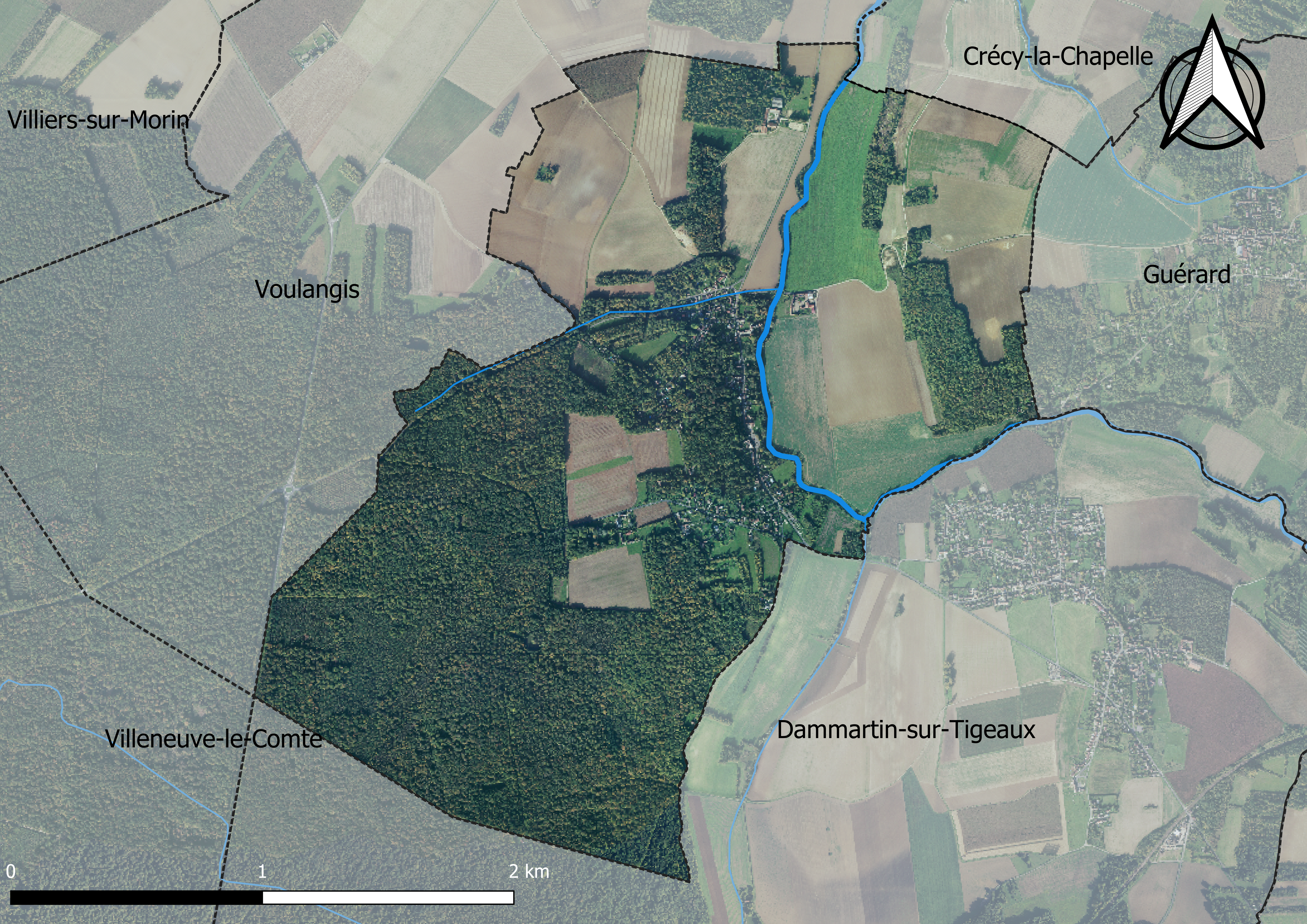
Carte orhophotogrammétrique de la commune.

### Planification
La loi SRU du 13 décembre 2000 a incité les communes à se regrouper au sein d’un établissement public, pour déterminer les partis d’aménagement de l’espace au sein d’un SCoT, un document d’orientation stratégique des politiques publiques à une grande échelle et à un horizon de 20 ans et s'imposant aux documents d'urbanisme locaux, les PLU (Plan local d'urbanisme). La commune est dans le territoire du SCOT Pays créçois, décision entérinée le 18 décembre 2019.
La commune, en 2019, avait engagé l'élaboration d'un plan local d'urbanisme.

### Logement
En 2016, le nombre total de logements dans la commune était de 187 dont 97,3 % de maisons et 2,2 % d'appartements.
Parmi ces logements, 84,4 % étaient des résidences principales, 4,6 % des résidences secondaires et 1,1 % des logements vacants.
La part des ménages fiscaux propriétaires de leur résidence principale s'élevait à 89,9 % contre 6,9 % de locataires et 3,1 % logés gratuitement.

### Voies de communication et transports
La commune est desservie par les lignes 2, 8, 31 et 38 du réseau de bus Brie et 2 Morin.
Le sentier de grande randonnée GR1 passe sur le territoire de la commune et se prolonge vers Crécy-la-Chapelle au nord et Guérard à l'est.

## Toponymie
Mentionné au XIVe siècle, Tigiaut (autres graphies : Tigeault, Tigeaut, Tijost).
Selon une étymologie populaire, le nom du village viendrait de tigellæ, « Les tiges dans l'eau », qui étaient des tiges de lin immergées dans le Grand Morin que le courant rouissait et durcissait pour faciliter la séparation de l'écorce filamenteuse avec la tige. Mais cela semble improbable.

## Histoire
L'église était à la collation de l'évêque de Meaux[réf. nécessaire]. On y honore Saint Loup de Sens (1er septembre).

## Politique et administration

### Rattachements administratifs et électoraux
La commune se trouve dans le département de Seine-et-Marne.
Initialement rattachée à l'arrondissement de Coulommiers, elle intègre en 1926 celui de Melun, puis en 2006 l'arrondissement de Provins.  Afin de faire coïncider les limites d'arrondissement et celles des intercommunalités, elle intègre le 1er janvier 2018 l'arrondissement de Meaux.
Pour l'élection des députés, elle fait partie depuis 1958 de la quatrième circonscription de Seine-et-Marne.
Elle faisait partie depuis 1801 du canton de Rozay-en-Brie. Dans le cadre du redécoupage cantonal de 2014 en France, la commune est désormais rattachée au canton de Serris.

### Intercommunalité
La commune a adhéré en 1993 au  district rural de Crécy-la-Chapelle-Vallée du Grand Morin, qui s'est transformé en 1994 pour devenir la communauté de communes du Pays Créçois, dont la commune est toujours membre.

### Liste des maires
| Période                                  | Période                 | Identité         | Étiquette | Qualité        |
| ---------------------------------------- | ----------------------- | ---------------- | --------- | -------------- |
| Les données manquantes sont à compléter. |                         |                  |           |                |
| 2001                                     | 2005                    | Alain Le Stang   |           | Démissionnaire |
| décembre 2005                            | mai 2020                | Danielle Poirson |           |                |
| mai 2020                                 | En cours (au août 2020) | Francis Poisson  |           |                |

## Équipements et services

### Eau et assainissement
L’organisation de la distribution de l’eau potable, de la collecte et du traitement des eaux usées et pluviales relève des communes. La loi NOTRe de 2015 a accru le rôle des EPCI à fiscalité propre en leur transférant cette compétence. Ce transfert devait en principe être effectif au 1er janvier 2020, mais la loi Ferrand-Fesneau du 3 août 2018 a introduit la possibilité d’un report de ce transfert au 1er janvier 2026,.

#### Assainissement des eaux usées
En 2020, la commune de Tigeaux ne dispose pas d'assainissement collectif,.
L’assainissement non collectif (ANC) désigne les installations individuelles de traitement des eaux domestiques qui ne sont pas desservies par un réseau public de collecte des eaux usées et qui doivent en conséquence traiter elles-mêmes leurs eaux usées avant de les rejeter dans le milieu naturel. La communauté d'agglomération Coulommiers Pays de Brie (CACPB)La commune assure le service public d'assainissement non collectif (SPANC), qui a pour mission de vérifier la bonne exécution des travaux de réalisation et de réhabilitation, ainsi que le bon fonctionnement et l’entretien des installations,.

#### Eau potable
En 2020, l'alimentation en eau potable est assurée par  le SMAAEP de Crécy_Boutigny et Environs qui en a délégué la gestion à l'entreprise Veolia, dont le contrat expire le 31 décembre 2025,,.
Les nappes de Beauce et du Champigny sont classées en zone de répartition des eaux (ZRE), signifiant un déséquilibre entre les besoins en eau et la ressource disponible. Le changement climatique est susceptible d’aggraver ce déséquilibre. Ainsi afin de renforcer la garantie d’une distribution d’une eau de qualité en permanence sur le territoire du département, le troisième Plan départemental de l’eau signé, le 3 octobre 2017, contient un plan d’actions afin d’assurer avec priorisation la sécurisation de l’alimentation en eau potable des Seine-et-Marnais. À cette fin a été préparé et publié en décembre 2020 un schéma départemental d’alimentation en eau potable de secours dans lequel huit secteurs prioritaires sont définis. La commune fait partie du secteur Meaux.

## Population et société
L'évolution du nombre d'habitants est connue à travers les recensements de la population effectués dans la commune depuis 1793. Pour les communes de moins de 10 000 habitants, une enquête de recensement portant sur toute la population est réalisée tous les cinq ans, les populations de référence des années intermédiaires étant quant à elles estimées par interpolation ou extrapolation. Pour la commune, le premier recensement exhaustif entrant dans le cadre du nouveau dispositif a été réalisé en 2008.

En 2022, la commune comptait 399 habitants, en évolution de +5 % par rapport à 2016 (Seine-et-Marne : +3,92 %, France hors Mayotte : +2,11 %).
| 1793 | 1800 | 1806 | 1821 | 1831 | 1836 | 1841 | 1846 | 1851 |
| ---- | ---- | ---- | ---- | ---- | ---- | ---- | ---- | ---- |
| 191  | 250  | 216  | 257  | 279  | 258  | 251  | 262  | 283  |

| 1856 | 1861 | 1866 | 1872 | 1876 | 1881 | 1886 | 1891 | 1896 |
| ---- | ---- | ---- | ---- | ---- | ---- | ---- | ---- | ---- |
| 288  | 270  | 273  | 248  | 220  | 185  | 204  | 177  | 187  |

| 1901 | 1906 | 1911 | 1921 | 1926 | 1931 | 1936 | 1946 | 1954 |
| ---- | ---- | ---- | ---- | ---- | ---- | ---- | ---- | ---- |
| 209  | 215  | 185  | 165  | 154  | 155  | 158  | 212  | 136  |

| 1962 | 1968 | 1975 | 1982 | 1990 | 1999 | 2006 | 2008 | 2013 |
| ---- | ---- | ---- | ---- | ---- | ---- | ---- | ---- | ---- |
| 111  | 115  | 140  | 214  | 343  | 366  | 373  | 375  | 378  |

| 2018 | 2022 | - | - | - | - | - | - | - |
| ---- | ---- | - | - | - | - | - | - | - |
| 383  | 399  | - | - | - | - | - | - | - |

## Économie

### Revenus de la population et fiscalité
En 2018, le nombre de ménages fiscaux de la commune était de 158, représentant 385 personnes et la  médiane du revenu disponible par unité de consommation  de 27 580 euros.

### Emploi
En 2018 , le nombre total d’emplois dans la zone était de 31, occupant 191 actifs  résidants.
Le taux d'activité de la population (actifs ayant un emploi) âgée de 15 à 64 ans s'élevait à 74,8 % contre un taux de chômage de 7,1 %. 
Les 18,1 % d’inactifs se répartissent de la façon suivante : 7,1 % d’étudiants et stagiaires non rémunérés, 5,5 % de retraités ou préretraités et 5,5 % pour les autres inactifs.

### Secteurs d'activité

#### Entreprises et commerces
En 2019, le nombre d’unités légales et d’établissements (activités marchandes hors agriculture) par secteur d'activité était de 26 dont 1 dans l’industrie manufacturière, industries extractives et autres, 6 dans la construction, 6 dans le commerce de gros et de détail, transports, hébergement et restauration, 1 dans les activités financières et d'assurance, 1 dans les activités immobilières, 9 dans les activités spécialisées, scientifiques et techniques et activités de services administratifs et de soutien et 2 dans l’administration publique, enseignement, santé humaine et action sociale.
En 2020, 6 entreprises ont été créées sur le territoire de la commune, dont 5 individuelles.
Au 1er janvier 2021, la commune ne disposait pas d’hôtel et de terrain de camping.

#### Agriculture
Tigeaux est dans la petite région agricole dénommée les « Vallées de la Marne et du Morin », couvrant les vallées des deux rivières, en limite de la Brie. En 2010, l'orientation technico-économique de l'agriculture sur la commune est la culture de céréales et d'oléoprotéagineux (COP).
Si la productivité agricole de la Seine-et-Marne se situe dans le peloton de tête des départements français, le département enregistre un double phénomène de disparition des terres cultivables (près de 2 000 ha par an dans les années 1980, moins dans les années 2000) et de réduction d'environ 30 % du nombre d'agriculteurs dans les années 2010. Cette tendance se retrouve au niveau de la commune où le nombre d’exploitations est passé de 3 en 1988 à 1 en 2010. Parallèlement, la taille de ces exploitations augmente, passant de 89 ha en 1988 à 229 ha en 2010.
Le tableau ci-dessous présente les principales caractéristiques des exploitations agricoles de Tigeaux, observées sur une période de 22 ans : 
|                                      | 1988 | 2000 | 2010 |
| ------------------------------------ | ---- | ---- | ---- |
| Dimension économique,                |      |      |      |
| Nombre d’exploitations (u)           | 3    | 2    | 1    |
| Travail (UTA)                        | 6    | 3    | 1    |
| Surface agricole utilisée (ha)       | 267  | 174  | 229  |
| Cultures                             |      |      |      |
| Terres labourables (ha)              | 253  | s    | s    |
| Céréales (ha)                        | s    | s    | s    |
| dont blé tendre (ha)                 | s    | s    | s    |
| dont maïs-grain et maïs-semence (ha) | s    | s    | s    |
| Tournesol (ha)                       | s    |      |      |
| Colza et navette (ha)                | s    | s    | s    |
| Élevage                              |      |      |      |
| Cheptel (UGBTA)                      | 28   | 56   | 2    |

## Culture locale et patrimoine

### Lieux et monuments
- Église Saint-Leu.
- Lavoir construit en 1904, il est alimenté par l'eau du ru du Cul d'Eau.
- Château de Bellevue
- Château de Bessy
- Moulin de Tigeaux
- Port de Tigeaux.
- Ferme de Rézy : ancienne ferme fortifiée de style briard. De plan carré, elle possède une grande cour centrale sur laquelle donnent toutes les ouvertures des bâtiments.
- Monument aux morts de Jean Magrou, inauguré en octobre 1920 : simple colonne lisse à chapiteau à volutes surmonté d'un coq gaulois dressé au-dessus d'une couronne mortuaire. Le modèle de cette sculpture connut une large diffusion.
- Rue du Grand Morin, bel alignement de maisons anciennes comportant des inscriptions.
- Puits Saint-Leu : chaque premier dimanche de septembre, une procession a lieu sur la place du village pour célébrer les vertus supposées miraculeuses de l'eau de ce puits qui guérirait les maladies des yeux et la peur. Ce puits aurait été découvert par saint Leu, évêque de Sens.

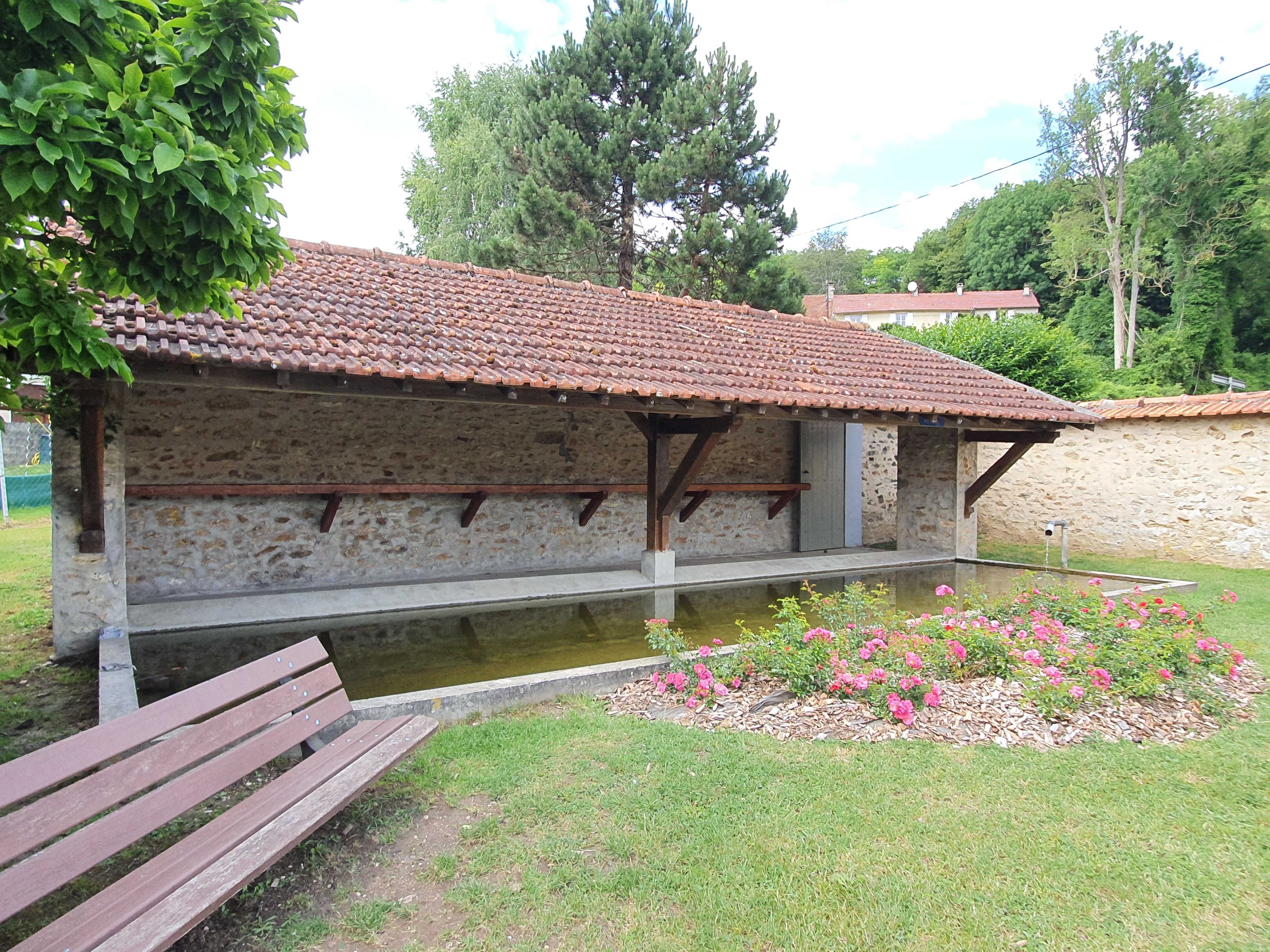
Lavoir de Tigeaux
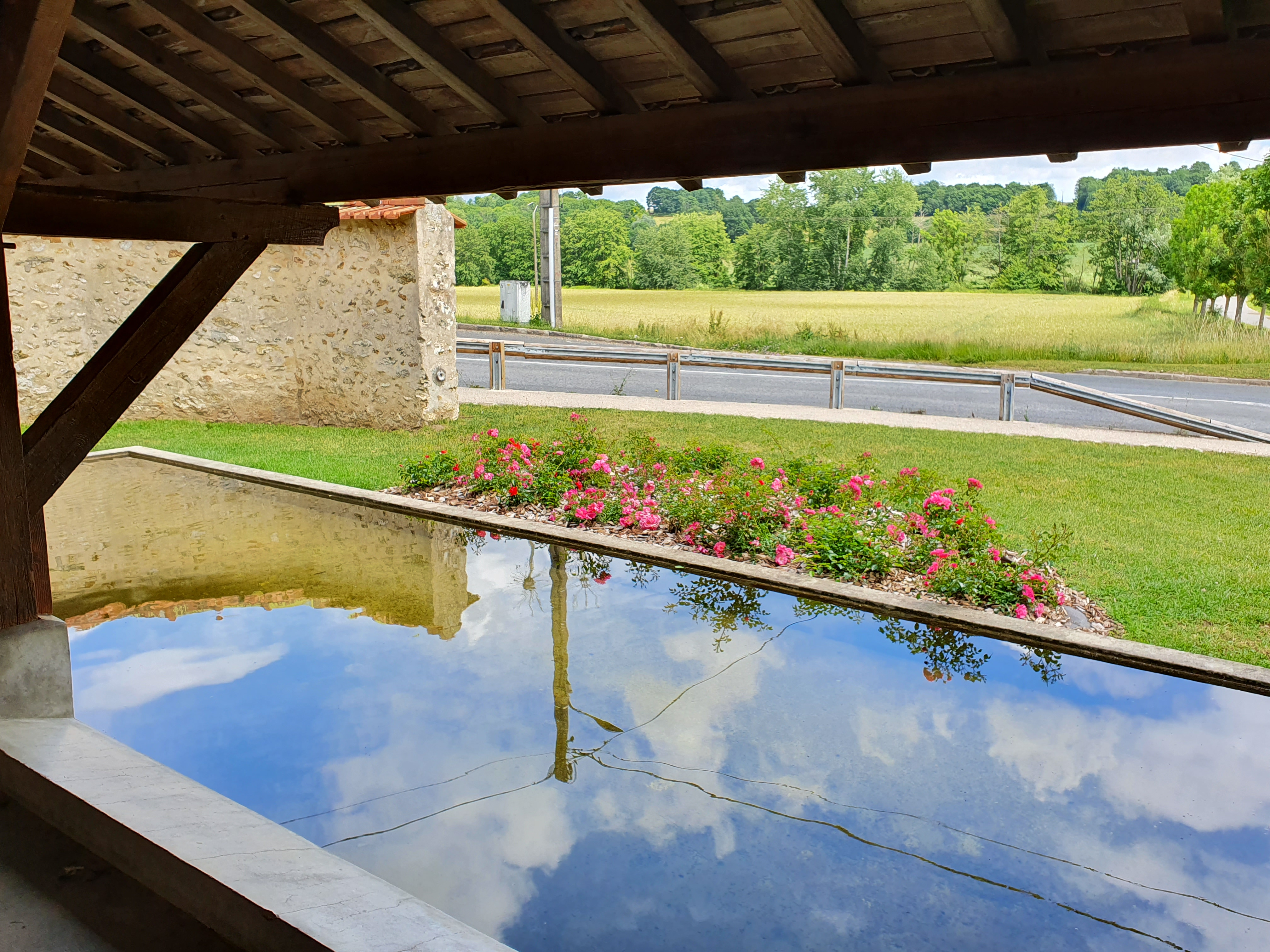
Le lavoir, depuis l'intérieur

### Tigeaux dans les arts
Tigeaux a servi de lieu de tournage à Adieu Berthe de Bruno Podalydès en 2012. Plusieurs passages de l'ultime saison - et notamment du dernier épisode - de la série Engrenages ont été tournés dans une maison du village en 2019.

### Héraldique
| Blason de Tigeaux | Blason  | De gueules à une ancre d'or, au chef de même chargé d'un loup de sable accosté de deux croix latines fleurdelysées de même. Ornements extérieursTimbré d'une couronne d'or et soutenu à dextre d'une gerbe de blé de même et à senestre de branches de chêne de sinople englantées aussi d'or, liées en pointe en sautoir. Devise / CriL'Espérance ! |
| Blason de Tigeaux | Détails | Les croix et le loup sont une référence à l'évêque saint Leu, au VIIe siècle. Figure sur le site de la mairie. |